# Пекоріно (виноград)

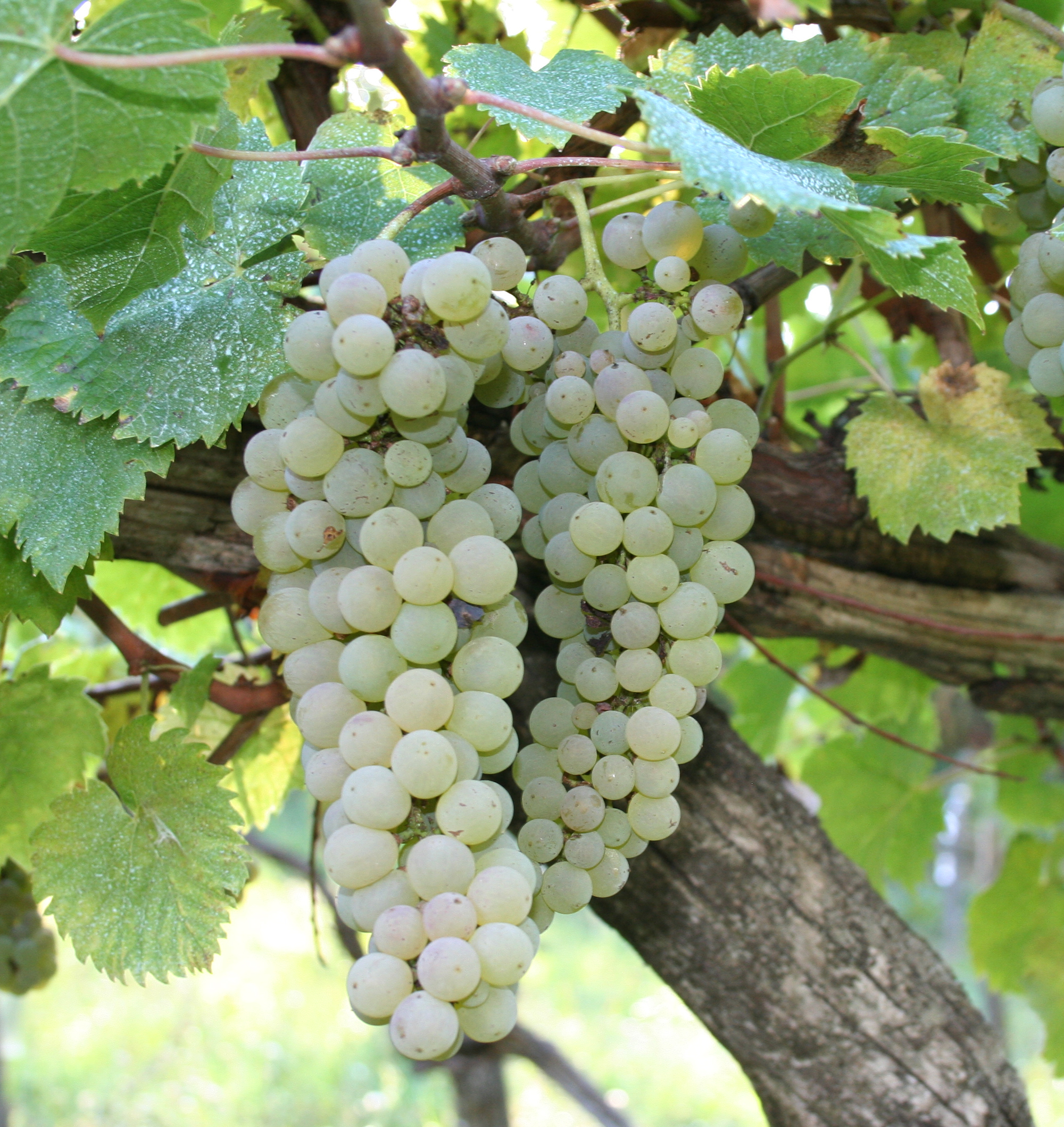
Пекоріно

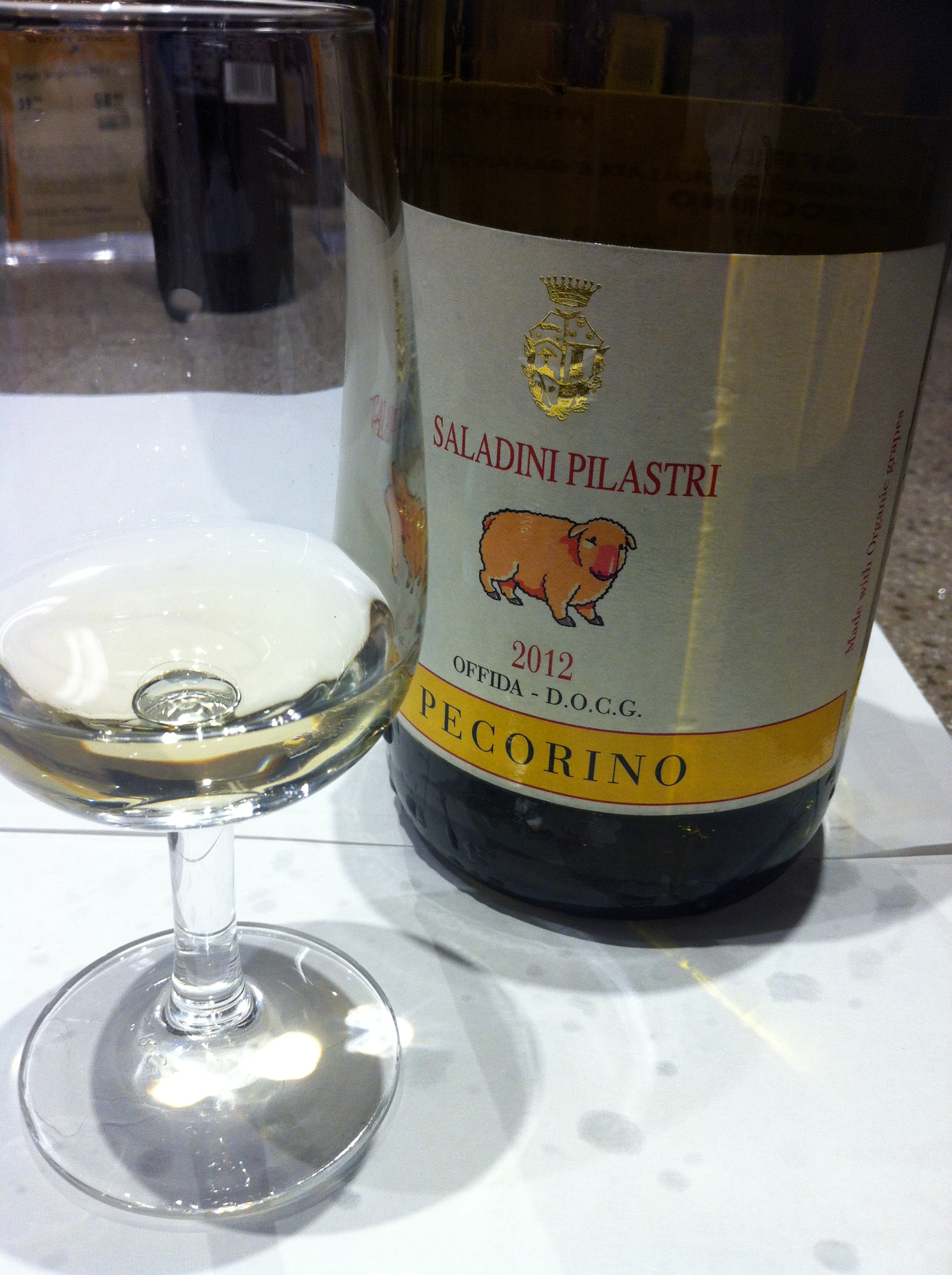
Вино з винограду Пекоріно

Пекоріно (італ. Pecorino) — технічний сорт білого винограду з Італії. Його назва походить від слова «італ. pecora» — вівця, оскільки згідно однієї з версій вівці полюбляють їсти листя цього винограду.

## Історія
Пекоріно має досить давню історію. Вважається, що сорт привезли на територію Італії давні греки приблизно в II сторіччі н.е. Але тривалий час він був невідомий, доки у 80-ті роки XX сторіччя його не знайшли у регіоні Марке, проводячи дослідженні місцевих сортів, що зникають. У 90-х роках вино з цього сорту почало з'являтись на ринку, у 2001 році виноробна зона отримала категорію DOC, у 2011 році категорію DOCG. 

## Розповсюдження
Пекоріно вирощується у регіонах Марке, Абруццо (К'єті, Пескара та Терамо), невеликі площі виноградників є у Лаціо, Умбрії, Лігурії. 

## Характеристики сорту
Пекоріно дає найкращі врожаї на високих, прохолодних пагорбах з помірним сонцем. Лист середнього або невеликого розміру, цільний або трилопатевий. Гроно циліндричне або циліндроконічне, іноді крилате, квітконос середньої довжини або довгастий, тонкий. Ягода середнього або невеликого розміру, сферична, з тонкою шкіркою. Пекоріно — сорт винограду, здатний накопичувати досить велику кількість цукру, має порівняно високий вміст кислот. Ранньостиглий сорт, який зазвичай має низьку врожайність. Досить стійкий до мільдью.

## Характеристики вина
З Пекоріно виробляють сухі або ігристі вина категорій DOCG, DOC, IGT. Можуть вироблятись як моносортові вина, так і купажі. Вино має блідо-жовтий колір, фруктово-квітковий аромат, смак має фруктові ноти, гарно виражена мінеральна складова, вино округле, структурне зі збалансованою кислотністю. Вживається з легкими закусками, стравами з риби та морепродуктів.